# Apanteles hyblaeae
Apanteles hyblaeae är en stekelart som beskrevs av Wilkinson 1928. Apanteles hyblaeae ingår i släktet Apanteles och familjen bracksteklar. Inga underarter finns listade i Catalogue of Life.